# والتر جونسون
حاز والتر بيري جونسون (6 من نوفمبر 1887م – 10 من ديسمبر 1946م، على لقب "بارني" (Barney) و"القاطرة الضخمة"، قاذف يميني اليد في دوري البيسيول الرئيس. وقد لعب فترة حياته الرياضية بالكامل لفريق واشنطن سيناتورز (Washington Senators) من عام 1907م وحتى عام 1927م. ثم بعد ذلك، تم تعيينه مديرًا لفريق واشنطن سيناتورز (Washington Senators) من 1929م وحتى 1932م ولفريق كليفلاند انديانز (Cleveland Indians) من عام 1933م وحتى عام 1935م.
ويعد والتر من أشهر وأبرز لاعبي البيسبول على مر التاريخ، وقد حقق العديد من الأرقام القياسية في القذف منها لم يحطمه أحد حتى الآن. ويبقى والتر أفضل قائد في عدد مرات الفوز بفوزه 417 فوزًا، والرابع في اللعبة الكاملة باشتراكه في 531 لعبة. وقد حقق طوال حياته الرياضية عدد 3508 قذفة، كما أنه كان اللاعب الوحيد ضمن النادي صاحب 3000 قذفة لمدة تجاوزت الخمسين عامًا حتى انضم إليه بوب جيبسون (Bob Gibson) الذي سجل قذفته رقم 3000 في عام 1974م. وقد حقق جونسون الفوز بالدوري 12 مرة أكثر بمرة واحدة من قائد القذفات الحالي نولان ريان (Nolan Ryan) من ضمنها رقم قياسي بثمانية مواسم متتالية.

## كتابات متعلقة
- Burns, Ken Baseball: An Illustrated History (New York: Alfred A. Knopf. 1994)) ISBN 0-679-40459-7

## وصلات خارجية
- والتر جونسون على موقع دوري كرة القاعدة الرئيسي (الإنجليزية)
- والتر جونسون على موقعبيزبول رفرنس.كوم (الدوري الرئيسي) (الإنجليزية)
- والتر جونسون على موقعبيزبول رفرنس.كوم (الدوري الثانوي) (الإنجليزية)
- والتر جونسون على موقع جمعية أبحاث البيسبول الأمريكية (الإنجليزية)
- والتر جونسون على موقع إي إس بي إن.كوم (أم.أل.بي) (الإنجليزية)
- والتر جونسون على موقع مشجعي الرسوم البيانية (الإنجليزية)
- والتر جونسون على موقع قاعة مشاهير كرة القاعدة (الإنجليزية)
- والتر جونسون على موقع قاعة كنساس للمشاهير الرياضية (مؤرشف) (الإنجليزية)

- والتر جونسون at the Baseball Hall of Fame
- Baseball Hall of Fame: Washington's 'Big Train' first to 3,000 strike
- والتر جونسون على موقع فايند أغريف
- virginia.edu – Walter Johnson play-by-play for the Washington Senators game on September 21, 1939
- والتر جونسون على موقع IMDb (الإنجليزية)
- والتر جونسون على موقع الموسوعة البريطانية (الإنجليزية)
- والتر جونسون على موقع إن إن دي بي (الإنجليزية)
- Baseball Almanac
- 19-Year-Old Phenom Debuts for Washington: Walter Johnson